# Fabio Albertini
Pour les articles homonymes, voir Albertini.
Fabio Albertini, prince de Cimitile, né à Naples le 9 février 1775 et mort à Naples le 5 mars 1848, est un diplomate et patriote du royaume des Deux-Siciles.

## Biographie
Fabio Albertini est le fils de Gaetano Albertini, prince de Cimitile, prince de Sanseverino, marquis de San Marzano, patricien napolitain et de Serafina Carmignani marquises d'Acquaviva. Il est aussi le petit-fils du diplomate Giambattista Albertini. À l'âge de 18 ans, il a épousé Marianna Guevara, fille du duc de Bovino et d'Anna Cattaneo de San Nicandro, parente de Ferdinand Ier, roi des Deux-Siciles.
Il participe à la République napolitaine de 1799 - il est membre de la première compagnie de la Garde Nationale - et parvient à fuir la répression sanfédiste en trouvant refuge dans le monastère della Sapienza.
Il participe au gouvernement de Joachim Murat et pendant de nombreuses années, il est resté à Paris. Le 15 novembre 1809, il était au château de Fontainebleau représentant le royaume des Deux-Siciles lors des célébrations de Napoléon pour le traité de Schönbrunn .
Il a assisté au Congrès de Vienne en 1815.
Lors des mouvements insurrectionnels de 1820-1821, il est nommé ambassadeur plénipotentiaire auprès du tsar Alexandre II afin de plaider la cause du nouveau gouvernement constitutionnel. Sur le chemin de Saint-Pétersbourg, il s'arrêta à Vienne où, grâce à des amitiés personnelles, il obtint des entrevues avec le prince de Metternich, malgré l'absence de poste officiel à cette Cour. Albertini a déclaré au prince de Metternich : « La révolution napolitaine, bien que provoquée par les Carbonari, doit néanmoins être considérée comme l'œuvre de la nation. On pourra blâmer la façon dont cette révolution s'est manifestée; mais on ne pourra pas l'annuler ! ». Et encore une fois, dans une lettre adressée au gouvernement de Naples le 30 août 1820 : « Naples est considérée par les puissances étrangères comme un fléau politique, il faut donc tracer une barrière de fer entre Naples et le reste de l'Europe. Quand il y a la peste dans une ville, on l'encercle et on y laisse mourir les infectés et les personnes saines ». Le prince autrichien a nié toute ouverture à la Constitution napolitaine.
À la suite du refus de l'empereur de recevoir l'ambassadeur napolitain, Albertini est nommé en octobre 1820 ministre plénipotentiaire auprès de George IV d'Angleterre.
Sur le chemin de la capitale anglaise, il s'est arrêté à Turin, où il a rencontré le ministre russe, le Comte Mocenigo et à Paris, où il a eu des entretiens avec le Premier ministre, le duc de Richelieu. Il tenta ainsi d'obtenir le soutien français en promettant également une médiation entre la nouvelle constitution de Naples et la Charte .
À son arrivée à Londres, il a eu des conversations avec le ministre des Affaires étrangères Castlereagh, favorable aux autrichiens, qui se retrancha derrière des questions de droit international pour ne pas reconnaître le rôle de ministre plénipotentiaire d'Albertini. Face à la forte indignation parlementaire des principaux représentants whigs, le ministre britannique des Affaires étrangères a été contraint de veiller à ce qu'Albertini soit traité avec tous les égards, par respect envers on rang aussi bien que sa personne.
Sur le chemin de Ljubljana, après avoir reçu des ordres contradictoires de Ferdinand Ier, il décide de s'arrêter à Paris, puis de retourner à Londres.
À la défaite du gouvernement constitutionnel, il reçut une lettre du roi lui interdisant de rentrer chez lui; il a écrit une lettre de réponse dans laquelle il a confirmé qu'il ne « retournerait à Naples qu'honorablement »,,,.
Il est resté en exil à Londres jusqu'en 1838, où il a fréquenté des intellectuels et des exilés italiens. Il était un ami proche d'Ugo Foscolo et à la mort du poète, il a contribué à sa tombe au cimetière de Chiswick. Il a fondé, avec Guglielmo Pepe, le prince Gennaro Spinelli di Cariati, le comte Porro Lambertenghi et d'autres, la société "Les frères constitutionnalistes d'Europe". Durant un long exil, il a vécu quelque temps également à Paris, toujours avec des idées favorables à un gouvernement constitutionnel.
Son portrait par Franz Xaver Winterhalter date de 1836.
Quelques mois après sa mort, son fils aîné, Giovambattista Albertini, est nommé (28 mai 1848) pair du royaume au Parlement napolitain.

## Distinctions
En 1814, il fut nommé chambellan de SM Joachim Murat recevant de lui des certificats « en considération des preuves de loyauté, qu'il a donné dans des circonstances difficiles pour l'État. ».